# 花婿
| ウィキペディアには「花婿」という見出しの百科事典記事はありません（タイトルに「花婿」を含むページの一覧/「花婿」で始まるページの一覧）。 代わりにウィクショナリーのページ「はなむこ」が役に立つかもしれません。 |